# Una vela para el diablo
Una vela para el diablo es una película española de terror de 1973, dirigida por Eugenio Martín Márquez y protagonizada en los papeles principales por Judy Geeson, Aurora Bautista y Esperanza Roy.

## Argumento
Dos hermanas (Marta y Verónica) llevan una pequeña pensión, "Las Dos Hermanas", en un pueblecito español durante los años 60. Sin embargo, a pesar de la aparente tranquilidad, las hermanas tienen una costumbre: matar, de manera cruel, a aquellos hospedados que infrinjan lo que ellas consideran que es decente.

## Reparto
- Aurora Bautista como Marta.
- Esperanza Roy como su hermana Verónica.
- Judy Geeson como Laura (hermana de May).
- Víctor Barrera como Eduardo (amigo de Laura).
- Lone Fleming como Helen Miller (huésped de la pensión).
- Blanca Estrada como Norma (mujer americana).
- Carlos Piñeiro como Luis (amante de Verónica).
- Loreta Tovar como May (huésped de la pensión).
- Montserrat Julió como Beatriz.
- Fernando Villena como el médico.
- Fernando Hilbeck como el alcalde.
- Herminia Tejela
- Mery Leyva